# Abeille Bourbon
L'Abeille Bourbon è un rimorchiatore di salvataggio lungo 80 metri e con una potenza di trazione di circa 200 tonnellate/forza e un equipaggio di 12 uomini. Progettato dall'architetto navale norvegese Sigmund Borgundvaag, venne varato da Bernadette Chirac il 13 aprile 2005.
Pur essendo di proprietà privata (il gruppo Abeilles International), è stato noleggiato per 14 anni, 8 + una opzione di altri 6, dalla Marine Nationale, la marina militare francese, e si trova attraccato al porto di Brest.

## Operazioni degne di nota
- Traino della Rokia Delmas nell'ottobre 2006[senza fonte].
- Traino della MSC Napoli nel gennaio 2007[3].
- Traino della YM Uranus nell'ottobre 2010[4].

## Galleria d'immagini

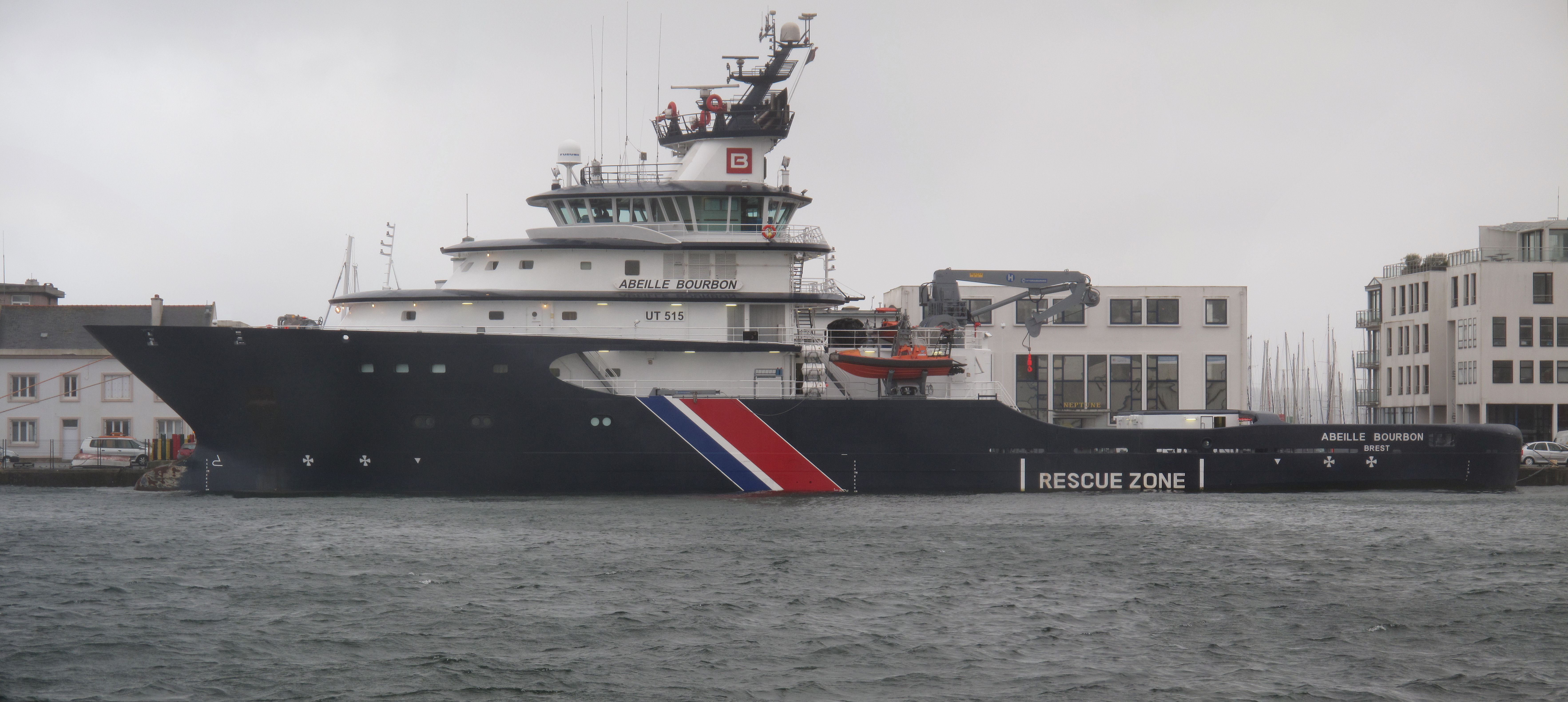
La Abeille Bourbon ancorato a Brest
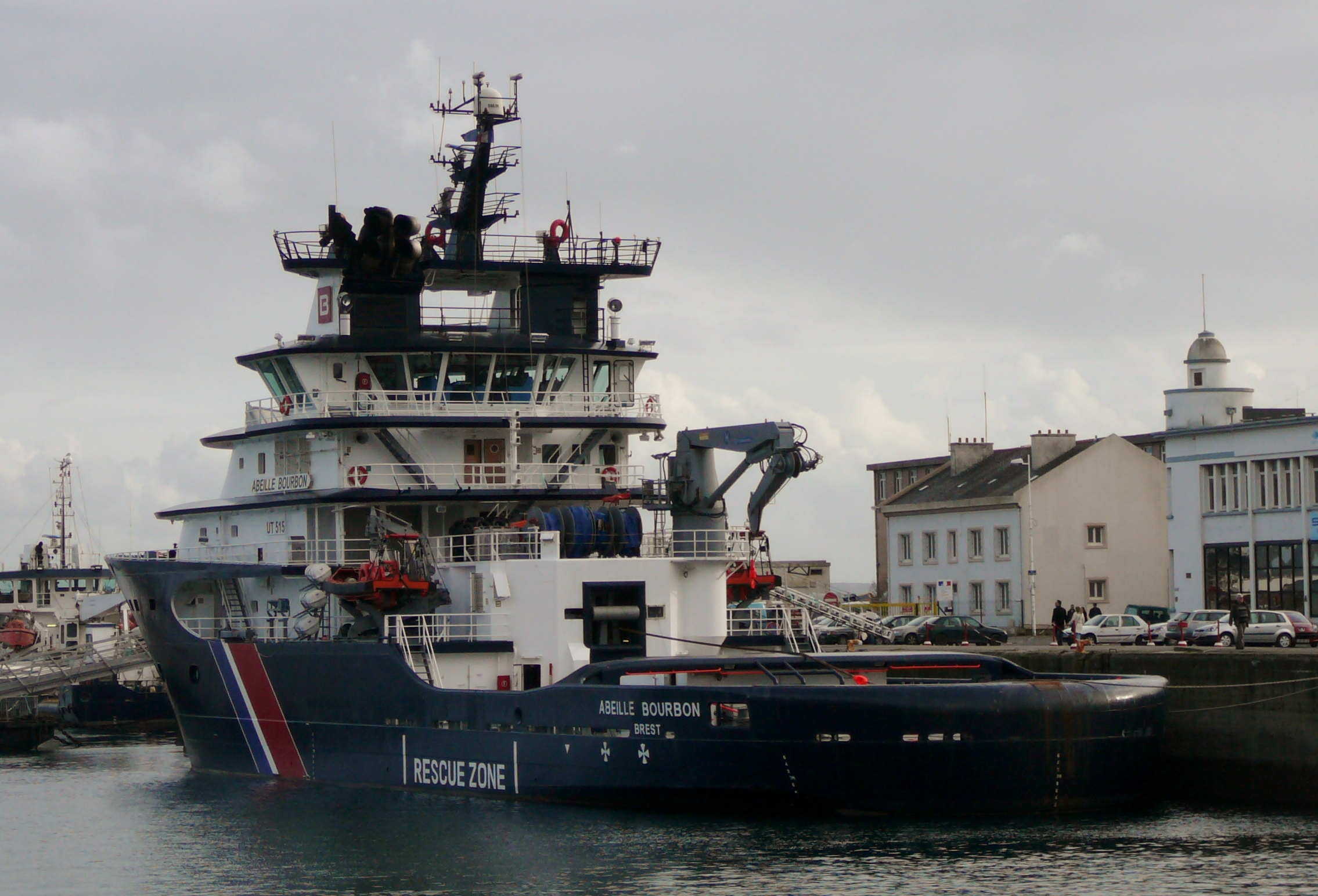
Altra vista del rimorchiatore